# Phlegmariurus acerosus
Phlegmariurus acerosus är en lummerväxtart som först beskrevs av Olof Swartz, och fick sitt nu gällande namn av B. Øllg. Phlegmariurus acerosus ingår i släktet Phlegmariurus och familjen lummerväxter. Inga underarter finns listade i Catalogue of Life.